# Evangelischer Friedhof Rheydt

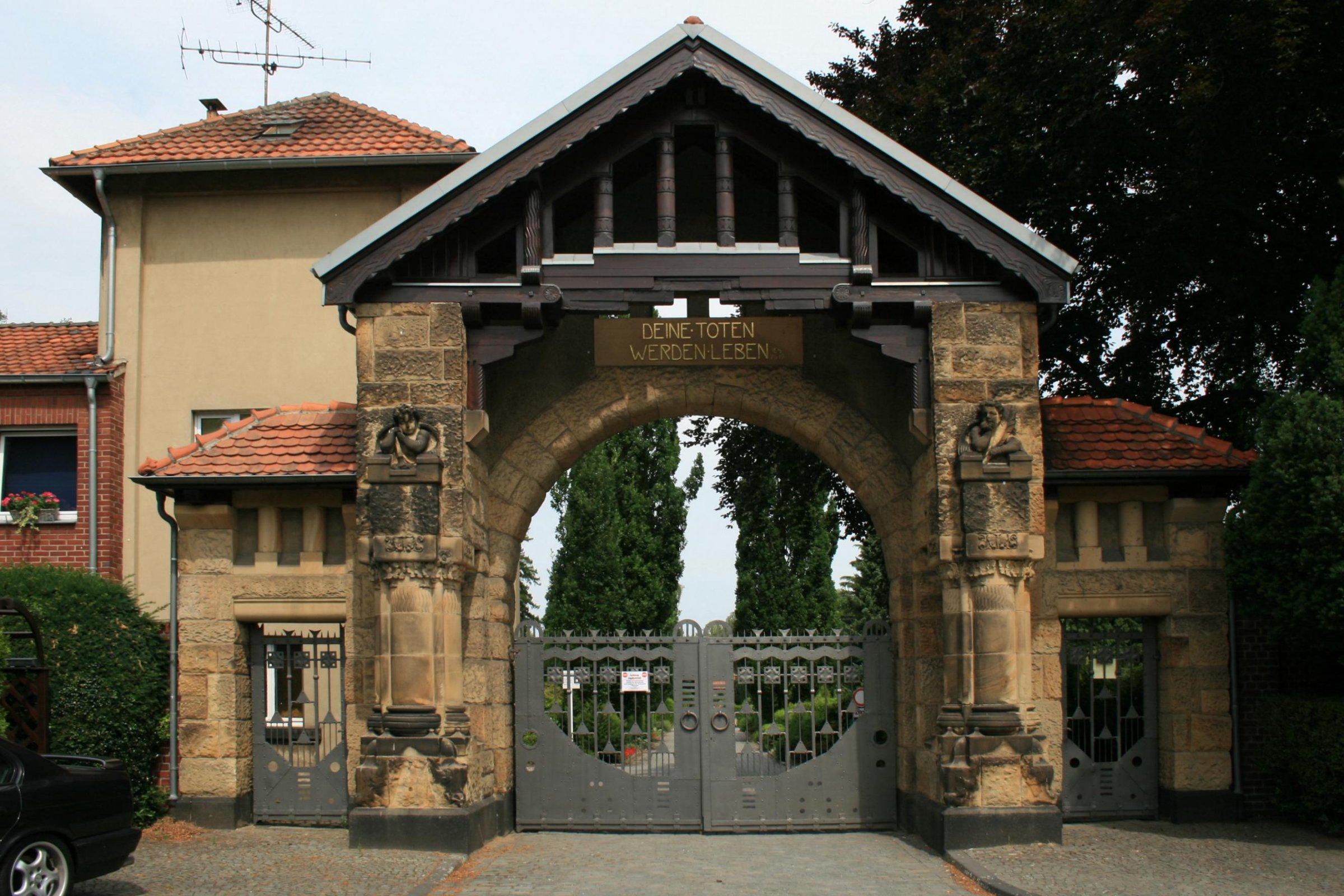
Evangelischer Friedhof Rheydt (2010)

Der Evangelische Friedhof Rheydt liegt im Stadtteil Rheydt in Mönchengladbach, Nordrhein-Westfalen, Nordstraße 140 / Friedhofstraße 47.
Der Friedhof wurde 1822 angelegt. Er wurde am 15. Oktober 2003 unter Nr. N 017 in die Denkmalliste der Stadt Mönchengladbach eingetragen.

## Lage
Der Evangelische Friedhof Rheydt liegt nordöstlich des historischen Kerns der ehemals selbstständigen Stadt Rheydt. Er nimmt, bis auf die Zeilenbebauung entlang der Gartenstraße, die gesamte Fläche zwischen Nord-, Pötter- und Friedhofstraße ein.

## Architektur
Der Friedhof wurde seit 1822 in mehreren, nicht immer genau zu datierenden Phasen als Zentralfriedhof für die zahlenmäßig stark anwachsende evangelische Gemeinde in Rheydt als Nachfolgeeinrichtung für den aufgegebenen Begräbnisplatz auf dem Kirchhof neben der alten Hauptkirche am Marktplatz angelegt. Entlang der Friedhofstraße wird er durch eine hohe, von Lisenen gegliederte Ziegelsteinmauer eingefriedet. Die Mauer entlang der Pötterstraße ist verputzt. Die Begrenzung zur Nordstraße übernimmt eine im Zusammenhang mit dem Bau der Friedhofskapelle von 1928 erstellte, partiell verputzte Natursteinmauer. Das an der Kapelle verwendete Baumaterial (Anröchter Grünsandstein) findet sich auch an dieser Begrenzungsmauer wieder.
Zugänge zum Friedhof sind über die Friedhofstraße (alter Zugang) und Nordstraße (neuer Zugang) möglich: Die um die Wende vom 19. zum 20. Jahrhundert angelegte und durch ihre architektonische Gestaltung hervorgehobene Toranlage an der Friedhofstraße demonstriert das Selbstbewusstsein und den Repräsentationswillen der evangelischen Gemeinde Rheydt. Die Toranlage besteht aus einer rundbogigen, von zwei Torflügeln geschlossenen und mittig angeordneten Durchfahrt mit seitlich angefügten separaten Fußgängerdurchgängen. Erbaut wurde sie aus mächtigen Quadern eines bräunlichen Sandsteins (evtl. Ruhrsandstein) über Basaltlavasockeln.
Zwei die Durchfahrt flankierende und rechtwinklig vorgezogene Mauervorsprünge mit gedrungenen Vierpasssäulenstellung über hohen, mehrfach profilierten Basen und flachen, von Weinblättern umkränzten Kapitellen tragen das von einer imposanten Dachkonstruktion mit profiliertem Ortgang gebildete Dreiecksdach. Oberhalb der Kapitelle sind reliefierte Putten dargestellt, die sich auf einen Zinnenkranz abstützen. Über dem Torbogen steht die Inschrift: DEINE TOTEN WERDEN LEBEN. Seitlich der Tordurchfahrt erlauben zwei angefügte niedrigere Anbauten unter Walmdach den Zugang für Fußgänger. Geschlossen werden die Zugänge durch eiserne Tor- und Türflügel aus Walzblech.
Alle Dächer sind mit Biberschwanz-Ziegeln eingedeckt. Nach Westen an die Toranlage angefügt liegt die 1869 erbaute „Halle für Grabreden“, die heute infolge einer betrieblichen Neuorganisation umgenutzt ist und neue Funktionen aufgenommen hat. Auf der Nordseite der Friedhofsanlage korrespondiert mit der alten repräsentativen Toranlage an der Friedhofstraße ein sehr schlicht gestalteter Eingang von der Nordstraße her. Am nördlichen Ende der Haupterschließungsachse gelegen und gestalterisch auf den Gebäudekomplex der Friedhofskapelle mit angrenzenden Büros und Leichenhalle von 1928 bezogen, ist er nur als Öffnung in der Begrenzungsmauer ausgebildet. Ein durchgängig einheitlicher und geschlossener Grundriss der Gesamtanlage des Friedhofs ist aufgrund seiner Entstehungsgeschichte nicht zu erkennen. Die räumliche Strukturierung ist vielmehr geprägt durch die verschiedenen, jeweils in sich symmetrisch gegliederten Erweiterungsflächen mit ihren jeweiligen Einfriedungsmauern, die heute zum Teil durch Hecken ersetzt sind, und durch Alleen.
Generell ist festzustellen, dass der größere südöstliche Bereich in seiner geometrischen Gliederung mit zentraler Hauptachse und rechtwinklig angeordneten Nebenachsen sowie der heute nicht mehr konsequent durchgehaltenen, ehemals symmetrischen Verteilung der Einzelflächen den Ordnungs- und Gestaltungskriterien des 19. und 20. Jahrhunderts entspricht. Geringfügige Veränderungen der inneren Struktur sind jedoch aufgrund der systematischen Wiederbelegung festzustellen, durch die Aufgabe der großen Familiengrabstätten und ihre Umwandlung in Wahlgräber. Analog bieten die Grabsteine dieses ältesten Bereichs ein in sich heterogenes Bild. Es lassen sich keine einheitlichen Stilmerkmale ausmachen, da neben denen der frühen Zeit überwiegend zeitgenössische Grabdenkmäler das Erscheinungsbild prägen.
Die wenigen großen Erbbegräbnisse – dies gilt auch für die ältesten, an der inneren Umfassungsmauer angelegten Grabstätten – sind durchweg von guter Qualität und werden in der Denkmalliste einzeln benannt und beschrieben. Formalgestalterisch setzt sich die westliche Erweiterungsfläche an der Gartenstraße deutlich ab. In der Form eines Wegekreuzes mit zwei sich rechtwinklig kreuzenden Wegeachsen, die die Fläche in vier gleich große, an den Enden abgerundete Viertel teilen, werden ältere Gestaltungskriterien wieder aufgegriffen. Eine kleiner dimensionierte Variante schließt sich nach Norden an.
Die Belegungsfläche zur Nordstraße ist sehr viel jüngeren Datums, sie stammt aus der Nachkriegszeit und lässt kein konsequentes Ordnungsprinzip erkennen. Eine räumliche Zusammenfassung der einzelnen Flächen der Friedhofsanlage wird dennoch durch Pflanzungen – vor allem Hecken – und die miteinander verbundenen Wegeführungen erreicht. Die diversen Erweiterungen mit ihren jeweiligen Begrenzungsmauern verunklaren allerdings leicht das Erscheinungsbild der Gesamtanlage.
Der evangelische Friedhof an der Nordstraße ist aus ortshistorischen, sozialhistorischen und kunsthistorischen Gründen, sowohl in seiner grundlegenden Anlage einschließlich der Haupterschließungsachsen, Wegeführungen, Einfriedungsmauern und Toranlagen an der Friedhofstraße und Nordstraße als auch der in der Anlage genannten und einzeln beschriebenen Grabstätten und Grabdenkmäler als herausragendes Baudenkmal unbedingt schützenswert.